# Raymundo Gómez Ramírez
Rubén Raymundo Gómez Ramírez (Chihuahua, Chihuahua, México; 20 de marzo de 1949 — Querétaro, Querétaro, México; 6 de diciembre de 2017) fue un político mexicano miembro del Partido Acción Nacional, que fue diputado federal a la LV Legislatura.

## Biografía
Gómez Ramírez nació el 20 de marzo de 1949 en la ciudad de Chihuahua y estudió la licenciatura en administración de empresas en el Instituto Tecnológico Regional de Ciudad Juárez ciudad en la que radicó desde joven y en donde después de finalizar sus estudios se dedicó a la actividad empresarial llegando a ser consejero de la CANACO local y vicepresidente de la delegación en Chihuahua de la CANACINTRA.
En 1983, luego de las elecciones locales de ese año en las que Francisco Barrio Terrazas ganó la presidencia municipal de Ciudad Juárez, Gómez Ramírez ocupó el cargo de director de Servicios Públicos Municipales, afiliándose al Partido Acción Nacional ese mismo año.
En 1986 fue uno de los coordinadores de la campaña de Barrio a la gubernatura del estado en las elecciones de ese año y coordinador de las acciones de resistencia civil luego de que el PAN acusara al Partido Revolucionario Institucional de un fraude masivo en el estado. En 1988 fue elegido presidente del Comité Directivo Estatal del PAN en Chihuahua, cargo que ocupó hasta 1991, año en que fue elegido diputado federal plurinominal para la LV Legislatura.
En 1992, luego de que Francisco Barrio ganara la gubernatura de Chihuahua, este lo designó como su secretario particular, cargo que ocupó a la par de su encargo como diputado. El 4 de mayo de 1994, Gómez solicitó licencia a su diputación para ser designado por el gobernador Barrio Terrazas como coordinador de Fortalecimiento Municipal, cargo en el que duró hasta el final de la administración en 1998.
En 1998, Gómez cambió su residencia al estado de Querétaro en donde el gobernador Ignacio Loyola Vera lo nombró subsecretario de Desarrollo Político, durando en el encargo hasta 2001. Ese mismo año pasó a ser secretario del ayuntamiento de Querétaro durante la administración de Rolando García y en 2003 pasó a ser coordinador operativo de la unidad de servicios para la Unidad de Servicios de Educación Básica de Querétaro cargo que ocupó hasta 2006.
En 2013 se incorporó al equipo del presidente municipal de Corregidora, Antonio Zapata Guerrero como secretario del ayuntamiento y secretario de gobierno, durando en el primero puesto unos meses y en el segundo hasta el final de la administración en 2014 mientras que en 2015 el alcalde Querétaro, Marcos Aguilar Vega lo invitó a ser secretario de administración del ayuntamiento, encargo en el que duró hasta su muerte el 6 de diciembre de 2017.